# 휴젤
휴젤(영어: Hugel)은 주로 의약품과 의료용품을 개발·생산하는 대한민국의 기업이다. 한선호와 문형진이 대표집행임원을 맡고 있다.

## 국제무역위원회 소송
메디톡스와 휴젤이 보툴리눔 톡신의 균주 도용을 둘러싸고 벌인 국제 소송이 진행 중이며 미국 국제무역위원회 (ITC)가 휴젤의 위반 사항이 없다는 예비 판결을 내렸고 최종 판결은 10월에 예정되어 있으며, 메디톡스는 재검토를 요청하고 있다

## 주요 제품
보툴리눔 톡신과 HA 필러, 스킨부스터, 리프팅실, 화장품 등을 생산 판매한다.

## 같이 보기
- 보톡스

## 참고문헌
1. ↑  정재훈, 한선호·문형진 대표 체제 휴젤, 올해 매출 3000억 돌파한다,  《데이터뉴스》 2023-11-15
2. ↑  이재형, 보톡스 소송서 승기잡은 휴젤, 메디톡스 "최종판결서 위법행위 밝혀질 것", 매경헬스, 2024-06-11
3. ↑  최광석, 美 ITC "휴젤 위반사실 없어"…메디톡스 "최종판결 남아", 딜사이트, 2024-06-11
4. ↑  송영두, 휴젤, 3분기 영업익 346억원...전년比 39.5%,  《이데일리》 2023.11.23
5. ↑  삼성증권 COMPANY UPDATE 휴젤